# Bob Whittaker

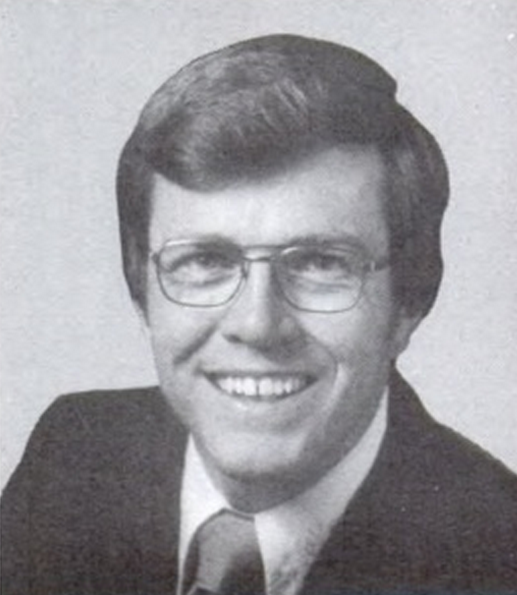
Bob Whittaker

Robert Russell „Bob“ Whittaker (* 18. September 1939 in Eureka, Greenwood County, Kansas) ist ein US-amerikanischer Politiker. Zwischen 1979 und 1991 vertrat er den fünften Wahlbezirk des Bundesstaates Kansas im US-Repräsentantenhaus.

## Werdegang
Robert Whittaker besuchte die öffentlichen Schulen im Greenwood County und studierte zwischen 1957 und 1959 an der University of Kansas sowie danach am Emporia State College. Anschließend studierte er bis 1962 Augenoptik am Illinois College of Optometry. Danach begann er als Augenarzt zu arbeiten. Im Jahr 1973 wurde Whittaker Direktor der Kansas-Low-Vision-Augenklinik. Politisch schloss er sich der Republikanischen Partei an. Von 1970 bis 1974 war er in seinem Heimatbezirk im Stadtplanungsausschuss und zwischen 1974 und 1977 war er Abgeordneter im Repräsentantenhaus von Kansas.
1978 wurde Whittaker im fünften Distrikt von Kansas in das US-Repräsentantenhaus in Washington, D.C. gewählt. Dort trat er am 3. Januar 1979 die Nachfolge von Joe Skubitz an. Nach fünf Wiederwahlen konnte er bis zum 3. Januar 1991 sechs Legislaturperioden im Kongress absolvieren. Im Jahr 1990 verzichtete er auf eine weitere Kandidatur. Nach dem Ende seiner Zeit im Kongress hat Whittaker keine weiteren politischen Ämter mehr ausgeübt. Heute lebt er in Augusta.